# Мария Клаудия фон Йотинген-Валерщайн
Мария Клаудия фон Йотинген-Валерщайн-Шпилберг (на немски: Maria Claudia von Oettingen-Wallerstein; Maria Claudia zu Oettingen-Spielberg; * 26 май 1632; † 27 юли 1663 в Мюнхен) е графиня от Йотинген-Валерщайн-Шпилберг и чрез женитба графиня на Вартенберг.
Тя е дъщеря на граф Йохан Албрехт фон Йотинген-Шпилберг (1591 – 1632) и втората му съпруга графиня Мария Гертруд фон Папенхайм (1599 – 1675), дъщеря на маршал Файт (Витус) фон Папенхайм (1535 – 1600) и втората му съпруга фрайин Мария Салома фон Прайзинг († 1648). Сестра е на граф Йохан Франц фон Йотинген-Шпилберг (1631 – 1665).
Мария Клаудия фон Йотинген-Валерщайн-Шпилберг умира на 31 години на 27 юли 1663 г. в Мюнхен и е погребана в Мюнхен.

## Фамилия
Мария Клаудия фон Йотинген-Валерщайн-Шпилберг се омъжва на 17 септември 1651 г. в Алтьотинг за граф Фердинанд Лоренц фон Вартенберг (* 9 август 1606; † 18 март 1666) от фамилията Вителсбахи, най-малкият син от морганатичния брак на принц Фердинанд Баварски (1550 – 1608) и съпругата му Мария Петембек (1574 – 1619). Тя е втората му съпруга. Те имат осем деца:
- Франц Фердинанд фон Вартенберг (* 25 октомври 1652; † 30 октомври 1674, Мюнхен)
- Мария Анна фон Вартенберг (* 1653; † 6 октомври 1699, Ландсхут), монахиня в Ландсхут
- Мария Аделхайд Йозефа фон Вартенберг (* 1 август 1655, Мюнхен; † 12 март 1672, Ландсхут), монахиня в Ландсхут
- Мария Гертруд Аделхайд фон Вартенберг (* 19 октомври 1656, Мюнхен; † 25 юни 1678), омъжена на 6 октомври 1676 г. в Шлайсхайм за Луи де Бертранд шевалиер де ла Перуз († 1683)
- Фердинанд Йозеф фон Вартенберг (* 5 ноември 1658, Мюнхен; † 30 юни 1673)
- Мария Клаудия Кристина фон Вартенберг (* 22 август 1660, Мюнхен; † 26 август 1726, Мюнхен), монахиня в Мюнхен
- Мария Франциска фон Вартенберг (* 15 февруари 1662, Мюнхен; † 3 май 1679, погребана в Мюнхен), омъжена на 26 януари 1677 г. в Мюнхен за граф Йохан Якоб фон Прайзинг
- Мария Хенриета Йозефа Кайетана фон Вартенберг (* 14 юни 1663, Мюнхен)